# Odontomacrurus murrayi
Odontomacrurus murrayi és una espècie de peix de la família dels macrúrids i de l'ordre dels gadiformes.

## Morfologia
- Els mascles poden assolir 64 cm de llargària total.[2][3]

## Depredadors
A les Illes Açores és depredat per Beryx decadactylus.

## Hàbitat
És un peix d'aigües profundes que viu fins als 2500 m de fondària.

## Distribució geogràfica
Es troba des de les Açores i Madeira fins al Cap de Bona Esperança (Sud-àfrica) i des d'Àfrica fins al Mar de la Xina Meridional, Austràlia i Nova Zelanda.